# مديرية كسمة

تعديل مصدري - تعديل

مديرية كسمة إحدى مديريات محافظة ريمة في اليمن. بلغ عدد سكانها 69705 نسمة لعام 2004م.
تتساقط عليها الأمطار في فصلي الصيف والخريف مناخها جميل، صباحها صحو مشرق، وظهيرتها ملبدة بالغيوم والضباب.
إن تعدد تضاريسها ما بين سهل وجبل ووادٍ جعل الزراعة فيها متنوعة ومعظم سكانها يعملون في الزراعة، وأهم منتجاتها البن والحبوب والقات ومنتجات العسل وأشجار الطنب والكافور والساج وجميعها (أخشاب) إلى جانب أنواع من الزهور والورود كما يوجد فيها أنواع من الحيوانات كالثعالب والقرود التي تتواجد بأعداد كبيرة عجيبة.
وتعتبر من أهم مناطق إنتاج البن، وقد ذكرها العالم الألماني «نيبور». كما يوجد فيها عدد من الوديان أهمها رماع وعلوجة ومزهر.

## التقسيم الإداري - العزل

موقع مديرية كسمة في محافظة ريمة

العزل التابعة لمديرية كسمة وهي:
| العزلة              | عدد المساكن | عدد الأسر | الذكور | الأناث | الإجمالي |
| ------------------- | ----------- | --------- | ------ | ------ | -------- |
| عزلة الضبارة        | 1450        | 1451      | 4949   | 5151   | 10100    |
| عزلة يمن            | 857         | 1356      | 5561   | 5737   | 11298    |
| عزلة القرصب         | 346         | 359       | 1116   | 1350   | 2466     |
| عزلة المغارم        | 1544        | 1618      | 6448   | 6346   | 12794    |
| عزلة بني عبد العزيز | 254         | 432       | 1698   | 1662   | 3360     |
| عزلة بني منصور      | 262         | 261       | 789    | 941    | 1730     |
| عزلة شعف            | 151         | 253       | 886    | 902    | 1788     |
| عزلة البقعة         | 282         | 417       | 1580   | 1660   | 3240     |
| عزلة ظلملم          | 109         | 219       | 852    | 786    | 1638     |
| عزلة الجبوب         | 1095        | 1330      | 5824   | 5734   | 11558    |
| عزلة المصبحي        | 258         | 278       | 1118   | 1257   | 2375     |
| عزلة سلوكة          | 487         | 443       | 1570   | 1686   | 3256     |
| عزلة بني مصعب       | 358         | 426       | 1890   | 2212   | 4102     |
| الإجمالي            | 7453        | 8843      | 34281  | 35424  | 69705    |

## السياحة
يعتبر موسما الصيف والخريف أجمل وأنسب مواسمها السياحية إذا تم الاهتمام بها بتوفير الخدمات الأساسية كالطرق المؤدية إليها والإمدادات بالكهرباء والمياه. ومن أجمل مناطق كسمة السياحية عزل يامن والمغارم وبني مصعب وبني عبد العزيز وبني منصور والجبوب والبقعة ومناطق أخرى عديدة حيث تكثر فيها غيول المياه والشلالات، إلى جانب أنها متعة للمغامرين وهواة تسلق الجبال.